# Cimetière juif de Saint-Pétersbourg
Le Cimetière juif de Saint-Pétersbourg (également appelé cimetière juif de Preobrazhenskoe) existe depuis 1875 en tant que section distincte du cimetière de Preobrazhenskoe. Les cimetières sont séparés par une ligne de chemin de fer et, depuis le début du XXe siècle, sont également divisés administrativement.

## Histoire
Selon l'ordre de l'empereur Alexandre Ier, depuis 1802, les personnes de confession juive étaient enterrées dans des zones spécialement désignées des cimetières de Smolensk et de Volkovo ; la chapelle pour les funérailles des défunts se trouvait au cimetière luthérien Volkovo. Finalement, en 1871, l'ordre fut de créer un nouveau cimetière aux frais de la ville - Preobrazhensky. Sur le site voisin du site juif, plus proche de la voie ferrée, se trouvent des parcelles pour les sépultures évangéliques luthériennes, catholiques romaines, musulmanes et karaïtes. L'ouverture du cimetière eut lieu en 1875.

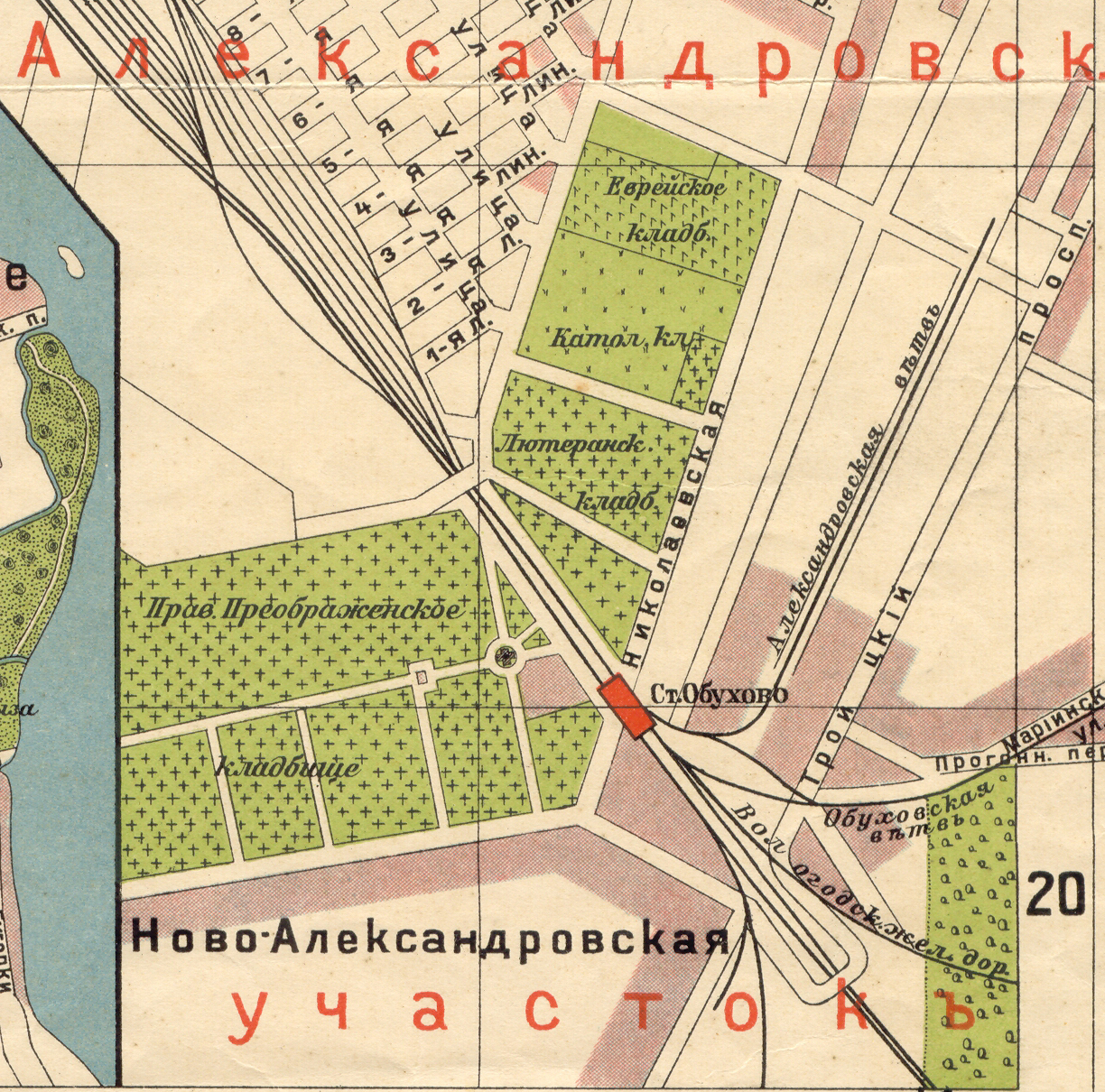
Cimetière sur un plan de 1913

Depuis 1919, les enterrements dans les sections luthérienne et catholique n'ont plus lieu. Du cimetière karaïte adjacent au sud-est, sept pierres tombales ont survécu à ce jour. Le site karaïte situé à l'extrême gauche est désormais inclus dans le territoire général du cimetière juif. Actuellement, le cimetière est entretenu comme un lieu de sépulture mixte,,.
À l'époque post-soviétique, le cimetière a été vandalisé à plusieurs reprises,. Depuis 2007, le cimetière a été reconstruit,,.
Actuellement, le cimetière est toujours un cimetière actif avec une méthode d'inhumation mixte,,.
En 2008, la Maison des Ablutions a été transférée pour un usage gratuit et illimité à la communauté juive de Saint-Pétersbourg. Actuellement, une restauration est en cours avec la participation de l'expertise historique et culturelle de l'État.
Parmi les plus de 80 000 tombes du cimetière se trouvent les sépultures de citoyens qui ont apporté une contribution significative à l'histoire de la Russie et de Saint-Pétersbourg .

## Sites du patrimoine culturel
|                                                         |                                                                   |                                                                         |
| </img>                                                  | </img>                                                            | </img>                                                                  |
| Maison de prière pour les ablutions avec arcade         | Maison de service                                                 | Tombe du sculpteur Mark Antokolski (1843-1902)                          |
|                                                         |                                                                   |                                                                         |
| </img>                                                  | </img>                                                            | </img>                                                                  |
| Tombe de la révolutionnaire Vera Sloutskaïa (1874-1917) | Fosse commune de marins tués pendant la Grande Guerre Patriotique | Fosse commune des habitants de Léningrad tués lors du Siège de la ville |

## Liens
- Sites officiels : (ru + en) jekl.spb.ru et (ru) gravlov.com/cemeteries/preobrazhenskoe-evrejskoe-kladbishe
- (ru) Alekseev A. A., « Cimetière juif » [archive du 28 janvier 2020], Encyclopédie de Saint-Pétersbourg (consulté le 10 février 2024)
- (ru) « Cimetière juif de la Transfiguration », Tombes d’ancêtres (consulté le 10 février 2024)
- (ru) Natalia, « Cimetière de Preobrazhenskoye (non-orthodoxe) – Cimetière juif » [archive du 3 février 2020], Citywalls, 22 avril 2009 (consulté le 10 février 2024)
- « Agir sur les résultats de l’examen historique et culturel de l’État de la documentation du projet justifiant les travaux de préservation du site du patrimoine culturel d’importance régionale « Maison de prière des ablutions » », KGIOP
- (ru) « Le projet de la Grande Synagogue Chorale de Saint-Pétersbourg », aGouter Bater (consulté le 10 février 2024)